# Sanfins (Santa Maria da Feira)
Sanfins é uma localidade portuguesa do Município de Santa Maria da Feira que foi sede da extinta Freguesia de Sanfins, freguesia que tinha 3,70 km² de área e 1 882 habitantes (2011), e, por isso, uma densidade populacional de 508,6 hab/km².
A Freguesia de Sanfins foi extinta (agregada) pela reorganização administrativa de 2012/2013, tendo o seu território sido agregado ao das Freguesias de Santa Maria da Feira, de Travanca e de Espargo para criar a União das Freguesias de Santa Maria da Feira, Travanca, Sanfins e Espargo.
São na freguesia de Sanfins que se situam as nascentes do Rio Cáster que tem a sua foz na Ria de Ovar.
Sendo elas: Santo Aleixo, Bregado e Carvalhosa
Segundo dados históricos a freguesia já se encontrava constituída desde 1288.

## População
| Número de habitantes residentes | Número de habitantes residentes | Número de habitantes residentes | Número de habitantes residentes | Número de habitantes residentes | Número de habitantes residentes | Número de habitantes residentes | Número de habitantes residentes | Número de habitantes residentes | Número de habitantes residentes | Número de habitantes residentes | Número de habitantes residentes | Número de habitantes residentes | Número de habitantes residentes | Número de habitantes residentes |
| ------------------------------- | ------------------------------- | ------------------------------- | ------------------------------- | ------------------------------- | ------------------------------- | ------------------------------- | ------------------------------- | ------------------------------- | ------------------------------- | ------------------------------- | ------------------------------- | ------------------------------- | ------------------------------- | ------------------------------- |
| 1864                            | 1878                            | 1890                            | 1900                            | 1911                            | 1920                            | 1930                            | 1940                            | 1950                            | 1960                            | 1970                            | 1981                            | 1991                            | 2001                            | 2011                            |
| 443                             | 460                             | 461                             | 577                             | 651                             | 621                             | 746                             | 828                             | 906                             | 1 168                           | 1 387                           | 1 634                           | 1 865                           | 1 970                           | 1 882                           |

| Distribuição da População por Grupos etários | Distribuição da População por Grupos etários | Distribuição da População por Grupos etários | Distribuição da População por Grupos etários | Distribuição da População por Grupos etários | Distribuição da População por Grupos etários | Distribuição da População por Grupos etários | Distribuição da População por Grupos etários | Distribuição da População por Grupos etários | Distribuição da População por Grupos etários |
| -------------------------------------------- | -------------------------------------------- | -------------------------------------------- | -------------------------------------------- | -------------------------------------------- | -------------------------------------------- | -------------------------------------------- | -------------------------------------------- | -------------------------------------------- | -------------------------------------------- |
| Ano                                          | 0-14 Anos                                    | 15-24 Anos                                   | 25-64 Anos                                   | > 65 Anos                                    |                                              | 0-14 Anos                                    | 15-24 Anos                                   | 25-64 Anos                                   | > 65 Anos                                    |
| 2001                                         | 346                                          | 299                                          | 1119                                         | 206                                          |                                              | 17,6%                                        | 15,2%                                        | 56,8%                                        | 10,5%                                        |
| 2011                                         | 264                                          | 224                                          | 1099                                         | 295                                          |                                              | 14,0%                                        | 11,9%                                        | 58,4%                                        | 15,7%                                        |

## Património edificado
- Edifícios da Mala-Posta de Sanfins (Edifícios da Mala-Posta de São Jorge, Antiga muda de Souto Redondo);
- Igreja de São Pedro de Sanfins, iniciada em 1832 e concluída apenas em 1950;
- Cruzeiro da freguesia, datado de 1707, localizado no largo Fronteiro;
- Quinta das Mestras;
- Quinta de Santa Maria das Regadas;
- Quinta da Sernada;
- Quinta dos Passais